# Mark David Chapman

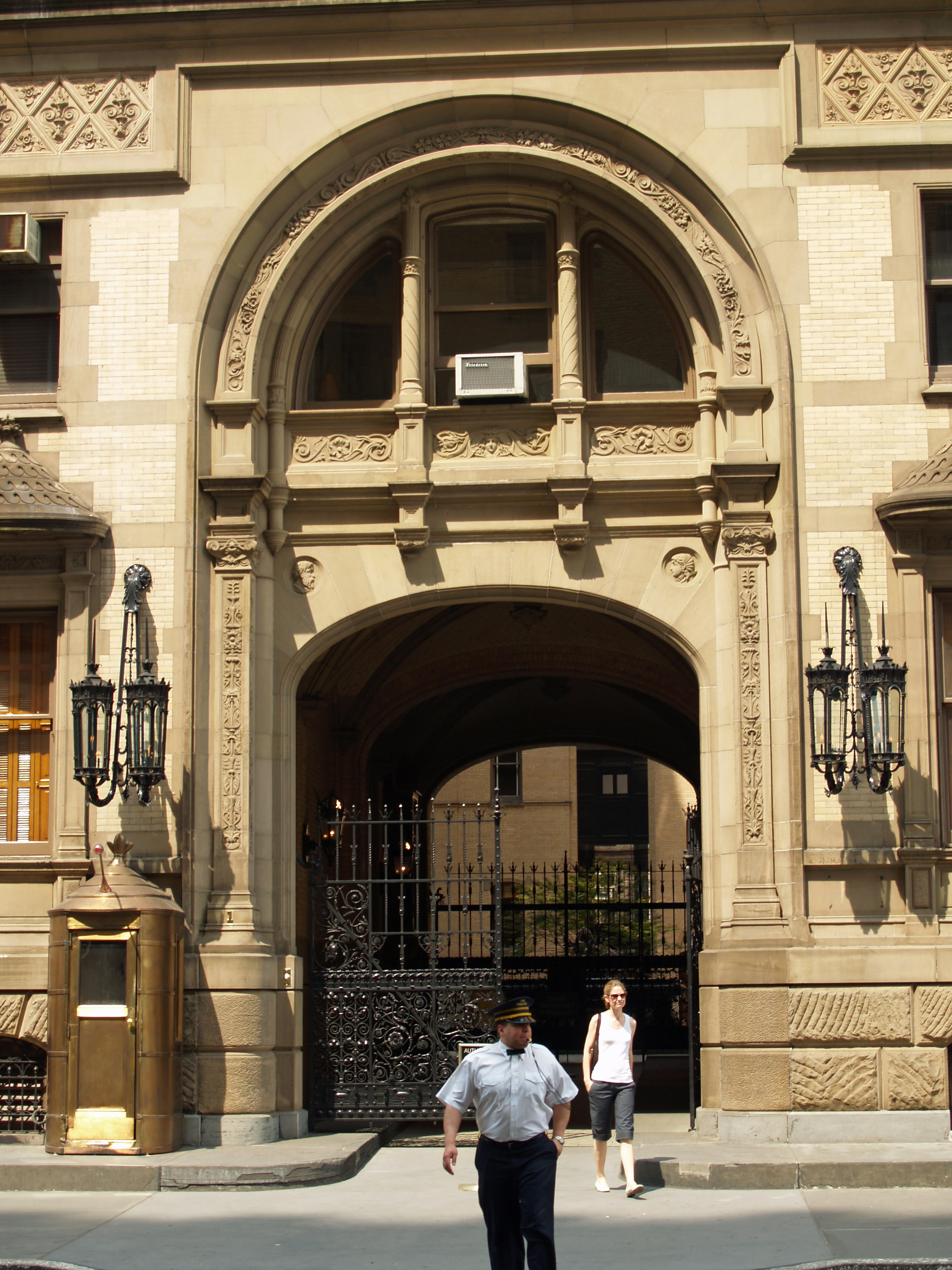
The Dakota Buildings entré mot West 72nd Street, platsen där Chapman sköt Lennon.

Mark David Chapman, född 10 maj 1955 i Fort Worth, Texas, är en amerikansk man, dömd till fängelse på livstid för mordet på John Lennon. Mordet ägde rum utanför Lennons bostad i Dakota Building i New York den 8 december 1980.

## Biografi
Chapman var ett Beatles-fan som periodvis varit drogberoende och intagen för psykiatrisk vård. Han dömdes till livstids fängelse för mordet på Lennon och har ännu inte (2025) blivit benådad trots ett flertal nådeansökningar. Den senaste benådningsförhandlingen ägde rum i augusti 2022. Enligt amerikansk lag kan mordoffrets anhöriga (Yoko Ono) neka benådning, vilket hon hittills gjort i samtliga ansökningar från Chapmans sida.
Chapman ägde ett exemplar av boken The Catcher in the Rye (svenska Räddaren i nöden) och bar den på sig vid mordtillfället och den därpå följande arresteringen. Bokens huvudperson Holden Caulfield var en stor förebild för Chapman och teorier finns att han tyckt sig finna inspiration i boken, vilken dock på intet sätt förespråkar mord. Chapman har i intervjuer efteråt menat att han hörde en röst som sade "Do it, do it, do it" (Gör det, gör det, gör det) och att han genom att döda Lennon trodde sig kunna överta dennes berömmelse.

### I populärkultur
Filmen Chapter 27 – Mordet på John Lennon handlar om de tre dagar Chapman tillbringade i New York, innan han sköt John Lennon till döds.